# Siegfried Fall
Siegfried Fall   (Olomouc, 30 de novembre de 1877 - Theresienstadt, 10 d'abril de 1943) (camp de concentració de Theresienstadt) va ser un compositor, arranjador, pianista i acompanyant austríac.

## Biografia
Siegfried Fall provenia d'una família de músics: el seu pare Moritz i els seus dos germans Leo i Richard eren compositors d'opereta. Després de la seva formació -a la Universitat de Música de Berlín amb Heinrich von Herzogenberg i Max Bruch- va compondre òperes, simfonies, música de cambra i cançons com a compositor independent. El 1899 el seu trio per piano, Op. 4, va rebre el premi Mendelssohn de composició, i va anar a estudiar a Itàlia.
Va treballar com a compositor autònom però no va tenir gaire èxit. Només es van publicar dos cicles de cançons, el seu trio de piano opus 4 i els quartets de corda opus 9. Durant un temps va ser repetidor a l'Òpera Estatal de Berlín. Va escriure reduccions per a piano, parts orquestrals i arranjaments per al seu germà Leo Fall.
La informació sobre el final de la seva vida és contradictòria: segons HaderW 2000, Siegfried Fall va ser deportat de Holleschau/Holešov a Moràvia a Theresienstadt el gener de 1943, on va morir uns mesos després. Al "Registre nomenat de les víctimes de l'Holocaust austríac" (http://www.doew.at), s'indica el 23 de gener de 1943 com a data de deportació a Theresienstadt i el 10 d'abril de 1943 com a data de la mort. Segons Lilian Barta Merlo, una néta de Richard Falls, com el seu germà Richard Fall es va exiliar a França. A Niça va treballar com a pianista de bar i va donar suport al seu germà i a la seva dona Else Fall. Un intent de travessar la frontera suïssa amb esquís va fracassar. Va ser detingut, deportat a un camp de concentració i allí assassinat.